# ミッドナイトホラースクール
『ミッドナイトホラースクール』はフジテレビ系列（東名阪では放送無し）、ケーブルテレビ、CS放送他で放送されたフルCGアニメ作品。イワタナオミ原作・キャラクターデザイン、ミルキーカートゥーン製作。2003年6月にパイロット版が放送され、2003年10月から2004年3月までレギュラー放送されていた。

## 概要
昼間の学校で存在を忘れ去られた用具や口伝が、この世に「不思議」を作り出すことで自分の存在の証を立てることを願うおばけとなって、夜に開校する『ミッドナイトホラースクール』で「不思議」の勉強をする物語。ストーリーは一話完結のオムニバス形式。作中ではナスカの地上絵やネッシーなどは全てこの学校の卒業生の手による「不思議」であるとされている。
同じ原作者による『GREGORY HORROR SHOW』と同様、生徒のキャラクターは箱型にデフォルメされたデザインで、名前は頭文字をアルファベットから一文字ずつ取っている（ミスターXは例外）。

## 登場人物
生徒の数は27体（男子20体、女子5体、性別不詳2体）。

### イエローリザードクラス
サラマン先生
声 - 亀山助清
サンショウウオの骨のおばけで老年の男性。イエローリザードクラスの担任教師。性格はおだやかで生徒思いなため、子供たちから慕われている。昔は運動が苦手で、ガリ勉だった。蝿を食べる事がある。
ボロッカ（Borocca）
声 - 間島淳司
学校に置き忘れられた傘のおばけで男の子。アルファベットは「B」。頭の部分が傘になっており、パラシュートのように開くことで高い所からゆっくり降下する事が出来る他、開閉する事で飛ぶ事も出来る。少し内気な性格で泣き虫。彼が泣くと局所的に（屋内でも）雨が降る。また、感情が高ぶると人を突く癖がある。雨の日が大好き。
ドッキー（Docky）
声 - 田中真弓（パイロット版）→草尾毅（レギュラー版）
骨格標本のおばけで男の子。アルファベットは「D」。クールでややぶっきらぼうな性格。ミッドナイトホラースクールでもっとも人気のある遊び、「階段手すり滑り」では無敗の強さを誇る。つむじ風を巻き起こす能力を持つ。名前の由来は「髑髏（どくろ）」から。ヒッキーの良きライバルでもある。
ヒッキー（Hikky）
声 - 大津田裕美
赤青鉛筆のおばけで男の子。この物語の主人公的存在。アルファベットは「H」。勉強・運動とも得意であり、学内一の人気者。ジーニー・フォントンとともに優秀トリオの一人とも呼ばれている。描いた絵を実体化させて動かす能力の持ち主だが、画力はあまりない。普段は青の方が少し長いが、感情の変化によって赤色と青色の度合いが変化する。一度自分が2人いたらと考えた結果、強気な赤一色のヒッキーと弱気な青一色のヒッキーに分裂したことがある。名前の由来は「筆記用具」から。
最も能力の成長が描かれており、描いた絵を外に跳び出させたり、空中に絵を描いたり、最後には描いた絵を実体化出来るようになった（ただし色は赤と青のみ）。
カボ（Kabo）
声 - 川上とも子
カボチャのおばけで男の子。アルファベットは「K」。他の同級生に比べてかなり幼い印象。無類のいたずら好きであり、いつも笑っていて何を考えているかよくわからない。大量のカボチャを召喚する能力を持つ。カボチャ大王の息子。普段は台詞は話さないが、掛け声のように言葉を発する事がある。
リディー（Liddy）
声 - 川上とも子
リードオルガンのおばけで女の子。アルファベットは「L」。学校のアイドル的存在。音楽が好きで、親友のオンプーとユニットを組んでしばしばコンサートを開いている。ただし演奏・歌唱ともに腕前はいまひとつで、それが元で一度オンプーと喧嘩をしたことがある。陰ながらドッキーを慕っている。恋愛に関する思いこみが激しい。名前の由来は「リードオルガン」から。
ピラニン（Piranin）
声 - 中山依里子
ピラニアの半魚人の男の子。アルファベットは「P」。いつも顔色が冴えずやや陰気な性格。人気者のヒッキーに憧れている。彼にとっての癒しの場所は校内にある噴水の水の上であり、彼と一緒に水に浮かんでいると心身ともに癒されるようだ。気弱だが、いざという時は芯の強さを見せる。
スピモン（Spimon）
声 - 小桜エツ子
スピーカー＋猿のおばけで男の子。アルファベットは「S」。ノイジーの送る校内放送「ミッドナイトホラーニュース」の音声は彼を介して伝えられるが、人使いが荒いと本人はあまり歓迎していない様子。頭のダイヤルでボリュームの大小を調節するが、音量を上げ過ぎると、ハウリングを起こして気絶する。お調子者で明るく、少し無神経。一人称は「オイラ」
チュービー（Tubee）
声 - 芝原チヤコ
絵の具のおばけで男の子。アルファベットは「T」。後述のウソップ、ヤムヤムと組んで「極悪トリオ」を名乗っている不良生徒だが、本人はどこか抜けている。物忘れが激しい。蓋を無くしたために右耳（?）から絵具が垂れているが、実は頭にその蓋が乗っている事に気づいていない（生徒たちも冗談なのか本気なのか分からないため、言い出せない）。絵の具を投げ縄のように操ることができる。絵の具本来の能力を活かした画力はなかなかのものだが、使いすぎると貧血を起こす。彼のみ終始単独行動を取るエピソードが存在し、その際は他の二人とは違い悪事を働く事は少ない。
ゾビー（Zobie）
声 - 沼田祐介
ゾンビの男の子。アルファベットは「Z」。自他共に認める蒐集家であり、ロッカーや机の中にはなんの役に立つのか分からないガラクタがたくさん詰まっている。狭いところが落ち着くようで、休み時間は大体ロッカーの中かお墓の穴に篭って眠っている。カボと仲がよいが、二人の会話の内容は誰にも理解できない。一人称は「オラ」だが、最終回間際（50話と51話）では「僕」に変わっている。

### ブルースパイダークラス
ティゲール先生
声 - 乃村健次
サーベルタイガーの骨のおばけで男性。ブルースパイダークラスの担任教師。教師陣の中では一番の若手（サラマン先生の教え子でもある）。いわゆる熱血教師で、生徒からは少し怖がられている。恋愛小説が好きという、意外な一面を持つ。
アンプー（Ampoo）
声 - 芝原チヤコ
差込プラグのおばけで男の子。アルファベットは「A」。電気を発生させる能力を持つ。普段は大人しいが、充電すると性格が激変する。充電後はしばらくは触ると感電するため生徒たちは容易に近づけない。一人称は「ボク」で、語尾に「ブー」を付けて話す。
同級生のワットと仲がよく、彼とコンビを組んで光を作り出したり、同じくマグネロと三人で組んで金属を探知したりする。プラグに頭を差し込むことで機械を作動させることもできる。
チャップス（Chaps）
声 - 望月久代
キャンディーのおばけで女の子。アルファベットは「C」。少し子供っぽい性格で何にでも興味を示すが、他人のことに首を突っ込みたがる性格を敬遠されることも。特技は料理で、学校のカフェ勤めのコックたちと料理対決をした事がある。反省するゼリービーンズや動物が言葉を喋れるようになるゴーストキャンディーなど、作品は多彩。激しい運動をすると、包み紙の中のアメが溶け出して、倒れてしまう。
フォントン（Fonton）
声 - 無し
ペン先のおばけで男の子。アルファベットは「F」。本人は純金製だと思っているが実は金メッキ。無口で一切喋らず、会話は全て筆談で、どこからともなく紙を出してきて伝えたい事を書く。ヒッキー・ジーニーとともに学校の優秀トリオの一人だが、二人に比べると出番が少ない目立たないキャラクターである。メモ魔で、テスト前にはみんながノートを借りに来る。
インキー（Inky）
声 - 半場友恵
インク瓶のおばけで男の子。アルファベットは「I」。名前の通り陰気な性格。彼の中に入っているインクはいつもは青いが、怒りや恥じらいの感情によって赤く変化する。中のインクが無くなると気絶する。リディーに思いを寄せるものの、思いを告白できた例が無い。ティゲール先生に憧れており、自分も将来は先生になるのが夢。彼のインクには、後述のユルマキ草を過剰に成長させる効果や、相手の好意を引き寄せる効果があることが後に判明する。
ジュノ（Juno）
声 - 喜田あゆ美
植木鉢のおばけで女の子。アルファベットは「J」。ボーイッシュで勝ち気な性格のため怖がられもするが、姉御肌で面倒見のいい彼女を慕う生徒もまた多い。頭に植わっている花は非常に好戦的。花を育てるのが得意。
マグネロ（Magnero）
声 - 佐藤せつじ
U字磁石のおばけで男の子。アルファベットは「M」。工作が好きで、特に鉄製のオブジェをよく作っているが、彼の芸術的センスは他の生徒に理解されないことが多い。彼の頭は磁気を帯びていて、磁性体を引き寄せることができる。ワットやアンプーと「金属探知フォーメーション」を組んで金属探知機になったり、泉を利用して水力発電させられたり、月まで届くロケットを作ったり、控えめなキャラながら意外と多才。
ウソップ（Usop）
声 - 岡野浩介
カラースプレーのおばけで男の子。アルファベットは「U」。「シシシ…」とスプレーを吹いたような声で笑う。チュービー、後述のヤムヤムと組んで「極悪トリオ」を名乗っている不良生徒で、悪賢い参謀タイプ。名前の通り嘘つきという設定だが、実際に嘘をついたことはあまりない。人気者のヒッキーを毛嫌いしている。スプレーの中身は霧、雪、殺虫剤、消火用の水、足止めの油など多様で、目くらましや雰囲気の盛り上げに吹く事がある。
ワット（Watt）
声 - 玉川紗己子
電球のおばけで男の子。アルファベットは「W」。アンプーの力を借りて光を放つことができる。逆に独力では光ることが出来ず、それが元でアンプーと諍いを起こしたことがある。フィラメントが切れると気を失うが、新しく取り替えると蘇生する。新しい頭はカボがどこからともなく持ってくるのだが、それがどこから来ているのかはワット本人も知らないらしい。性格は明るく、のんびりしている。
ミスターX（Mr.X）
声 - 喜田あゆ美（レギュラー版）
すべてが謎に包まれた生徒。アルファベットは「X」。いつも何重もの紙袋を頭にかぶっていて、素顔はわからない。口数が少なく、性別も不明。ヒッキー曰く「Mr.がついてるから男だろ」とのことだが、この呼称は彼（彼女？）が転校してきた際にジュノが独断で命名したものである。瞬間移動の能力を持っている。少し潔癖症。都合が悪いことが起きると、両手を顔の前で交差し「X」サインを出す。

### ピンクトードクラス
ペギナンド先生
声 - 大橋ひろ子
ペンギンの骨のおばけで壮年の女性。ピンクトードクラスの担任教師。勝ち気でややヒステリックな面があり、彼女が怒る姿に生徒が怯えることもしばしば。クラスへの愛着が人一倍強い、基本的には生徒思いの教師。
エントン（Enton）
声 - 新垣樽助
煙突のおばけで男の子。アルファベットは「E」。感情が高ぶると頭の煙突から大量の煙と煤を出す。そのため周囲に馴染めず、学校の屋根で独り月を眺めるのがもっとも落ち着けるひと時である。本来は寂しがり屋。一度、ヤムヤム達に脅される形で無理矢理「極悪トリオ」のメンバーになったことがある（すぐに脱退）。
ジーニー（Genie）
声 - 石野竜三
辞書のおばけで男の子。アルファベットは「G」。学内随一の成績優秀者だがやや頭でっかちな印象を受ける。自分の頭である辞書カバーに本を挿入することで本の内容を全て理解・使用することが出来る。ただしその本を取り出せば内容は忘れてしまう。リディーを慕っているも脈は薄い。学内一博識であるため、事件の際は文字通りの生き字引として頼られることも多い。呼び名はさん付けで、敬語で話す。
ノイジー（Noisy）
声 - 半場友恵
マイクのおばけで女の子。アルファベットは「N」。校内放送である「ミッドナイトホラーニュース」のニュースキャスター兼カメラマンであり、いつも校内のスクープを追い続ける。そのせいで他の生徒とトラブルを起こすこともある。誤解を招くようなニュースを報道することもあるが、あくまで事実しかニュースにしないことが彼女のポリシーである。本人いわく「仕事に生きる女」。やや近視眼的なところがあり、チュービーの言葉を一方的に勘違いして全校生徒の前で恋人宣言をした挙句、その後「やはりニュースに生きることにした」とあっさり振ったことがある。
オンプー（Onpoo）
声 - 玉川紗己子
音符のおばけで女の子。アルファベットは「O」。リディー同様歌が好きで、彼女とユニットを組んでコンサートを開いている。音で他人の気持ちを和らげたり高揚させたりする力を持つが、本人もその力を完全に使いこなせていない。機嫌がいいと自分の周囲に音符を出す。
クイッキー（Quicky）
声 - 江森浩子（パイロット版）→草尾毅（レギュラー版）
時計のおばけで男の子。アルファベットは「Q」。ドッキーを「兄貴」と慕い、「階段手すり滑り」の練習の際は常に同伴してドッキーのタイムを計っている。かなりせっかちな性格をしている。調子がいいと少しだけ時間を止められるらしい。ドッキー以外の生徒との関わりが乏しく、作中の人間関係は不詳である。
ロッソ（Rosso）
声 - 中山依里子
消火栓のおばけで男の子。アルファベットは「R」。内気でいじめられっ子だが、ジュノと仲良くなってからは少しずつ心を開くようになった。水を操る能力を持つがまだ不完全。極度のファザーコンプレックスで、学内の消火栓を父親と思い込んでいつも寄り添っている。卒業生のセントエルモの火のために根暗な生徒を集めた「目立たないパーティー」を主催した事がある。
ビンセント（Vincent）
声 - 松岡ミユキ（パイロット版）→岡野浩介（レギュラー版）
ゼリービーンズの入った瓶のおばけで男の子。アルファベットは「V」。彼の提供するゼリービーンズは相手の心を読んだり性格を変化させたりと様々な効力を齎す。本の虫で妄想癖があり、他者にはやや不可解な脳内世界を持つ。実は図書館の利用頻度はジーニーよりも多い。マイペースな性格。名前の由来は「瓶」から。
ヤムヤム（Yumyum）
声 - 中尾隆聖
腐ったバナナのおばけで男の子。アルファベットは「Y」。チュービー、ウソップと組んで「極悪トリオ」を名乗っている不良生徒で、2人には「親分」と慕われるリーダー格。学校のガキ大将的存在であり、気弱な生徒をからかって遊ぶのを日課にしている。腐敗臭は強烈で怒ると更に酷くなる。ハエと会話し、自由に操る能力を持つ。彼もまたリディーを慕っているが、全く脈がない。名前の由来は物を噛んだときの「ヤムヤム（英語でのムシャムシャという擬音）」から。
基本的には乱暴者だが、情に厚い一面と強い行動力を持つ。衝撃を与えると頭の中のバナナが飛び出る。
30話では後述のゲストキャラクターであるケッシーに顔を消されてしまい、その際リディーにピンク色のペンキで顔を描き直され、オカマ口調に変化してしまった（翌回以降は、元に戻った）。
 ?
声 - 無し
半透明の体でのっぺらぼう。本編で目立った出番は一切ない。他の生徒たちや教師たちからも認識されているのかさえ不明だが、ピンクトードクラスには机が用意されている（隣の席のエントンが挨拶しているシーンがある）。作中では二回ほど登場し、最終話の集合写真にも写っている。また、エンディングにも登場。

### その他の人物
校長先生
声 - 西村知道
ミッドナイトホラースクールの校長であり、校舎そのものである。いつもは音声のみでコミュニケーションを取っているため、正体は不明。
彼が風邪をひいてしまうと学校中が凍り付いてしまうが、その場合はボイラーを付ける事によって回復する。
ジョニークロウ
声 - 岡野浩介
カラスの骨のおばけで、校舎に設置された鳥かごに住んでいる。いたずら好きであることないこと触れ回り、よく生徒にちょっかいを出しては鬱陶しがられている。
ルーア
声 - 長島雄一（現：チョー）
トカゲの骨のおばけで、カフェテリアに通じるエレベータを釣竿を使って上下させることが仕事。普段はのんびりしているが、幻の魚「ホネザメ」を釣り上げるという熱い夢の持ち主である。
フクロウじいさん
声 - 岩崎ひろし
フクロウのおばけで、噴水に設置された鳥かごに住んでいる。物知りで、学校でトラブルが起きたときの相談役。噴水池に浮かんでいるピラニンは、よく人生についての相談を持ちかけている。
のんびりした今の印象とは裏腹に、かつては学校の治安を守り悪霊たちと戦う職務に就いていた。
ミスター・ショータイム
声 - 乃村健次
ピエロのような風貌のホログラムで、プレイルームの管理人。動きや口調が独特。先生が都合でいない場合は臨時講師として教壇に立つこともある。学校の地下迷宮に存在する秘密のキッチンのシェフでもあり、ベンダーマシンが提供する料理は全て彼が考えたものである。
返却機
声 - 乃村健次
カメレオンの骨のおばけで、図書室の管理人。「～ケロ」といったカエルのような声が口癖。口の中に本をたくさん収納することができる。
ネジマキツムリ
声 - 不明
カタツムリの骨のおばけで、学校の時計の管理人。1日1回学校の時計のネジ巻きをすることが彼の仕事。
エディ
声 - 乃村健次
竜の骨のおばけで、普段はミッドナイトホラースクールの生徒の遊び道具となっている。かつては校長先生のペットだったらしい。通称「骨山」で、ジャングルジムのような使われ方をする。極悪トリオの秘密基地も兼ねる。子供達のいない休日には散歩に出かけたりする。元々は天の川に住む竜の一族で、なんらかの理由で追放されたらしい。
アンブレラ
ボロッカと同じように学校に置き忘れられておばけになりかけていた赤い傘の女の子。（だが、彼女自身は忘れ去られたくなかったらしい。）ボロッカは彼女に恋をした。それを知ったヒッキー達はラブレターを書いてボロッカに渡した。その後の雨続きで彼女は持ち主の女の子が持って行き、ボロッカにメッセージを残していった。
リーダーバエ
声 - 沼田祐介
ヤムヤムの蝿たちの中で頭がカメラになっている、蝿たちのリーダー格。ちゃきちゃきとした性格で、人情に厚い。最初は喋れなかったが、ゴーストキャンディーの力で喋れるようになった。ひそかにチャップスに想いを寄せている。本人曰く、「一番逃げ足の速いハエがリーダーになれる」とのことで、サラマン先生と対決したことがある。
マグネロン
声 - 乃村健次
元々はマグネロが作ったロボットの形をした鉄のオブジェだったが、アンプーとワットによる電気ショックがきっかけで本物のロボットとして目覚める。磁石のパワーで、あらゆる金属を引き寄せることができる、リモコン式の2号も登場したが壁に激突し停止した。
ケムリン
声 - 落合弘治
エントンの煙から生まれた男の子。友達思いの優しい性格で、友達の少ないエントンを人気者にしてあげようと努力する。
小さくてかわいい犬や恐ろしい巨人まで自由に身体の形を変えることができる。得意のケムリンダンスは生徒たちに人気。
ミラーヤムヤム
声 - 中尾隆聖
不思議な鏡（声 - チョー）を見て閉じ込められてしまったヤムヤムの代わりに鏡から出てきたヤムヤム。性格はヤムヤムとは正反対で、お人好しできれい好き。声も違う声質で演じられている。
きれい好きにも関わらず、「皆を自分と同じバナナ色（黄色）にしたい」という野望からチュービー・ウソップと組んで学校中を汚しまくる。その後、閉じ込められた本物のヤムヤムが体を洗ったため彼は逆に汚れてしまい、鏡の中に戻った。
悲しみの泉
声 - 青山穣
お墓にあるとても根暗な泉。いつも皆のことを可哀そう可哀そうといって悲しんでいる。その根暗な性格のせいで友達が居なかったが、スピモンの助力もあって生徒らと友達になった。
ケッシー
声 - 岡野浩介
消しゴムゴーストの男の子。学校に住み着くおばけで、子供たちの落書きを知らない間に消してくれる。力を使ううちに体が小さくなり、やがて消えてしまう。
劇中ではヒッキーと仲良くなり、「カキカキとケシケシ」という名コンビとなった。彼が力尽きて消滅した後ヒッキーはかなり落ち込んだが、サラマンは消しゴムゴーストにとって「消える」ことは「学校を卒業する」ことと同義だと教えた。
ボロソ・ジーキ伯爵
声 - 沼田祐介
学校の墓場に眠る大変危険なゴーストの一人。重い墓石で封印されていたが、ゾビーが「シギヲスイトルフ」という呪文を言ったことで蘇り、ゾビーに取り付いた。おばけの不思議を吸い取って自分のものとして使う能力を持っており、不思議を使っている間は喋り方などもその不思議の本来の持ち主のようになる。女性に頼まれたことは嫌とは言えないことが弱点。正体は昼間の学校で使われていた掃除機で、まだ使えるにも関わらず捨てられた為、吸い取った不思議の力で人間達に復讐しようと企んでいた。

### 植物
コリアラの木
校庭に生えてある木。性格は穏やかなものと気性が荒いものと様々。刺激を与えると暴れる。
年に一度、「思い出の実」という一年間の思い出が映る不思議な実をいくつもつける。その光景はまるで色とりどりの飾りをつけたクリスマスツリーのように美しい。生徒たちは、この実に映った自分の思い出を眺めながらメモリーズデイのイベントを楽しむ。
ユルマキ草
校庭に生えてある雑草。通り過ぎる子供達の足に巻きつき転ばせる。繁殖力が強く、切っても切っても生えてくるほか、根の張りが強くなかなか引き抜けない。不気味な声で笑う。
不思議薬など不思議調理には欠かせない材料の一つ。
スターフラワー
エディのホームシックを治すため、ジュノが種を作って校庭に植えた植物。雄蕊の部分が星のように光り、校庭に天の川を作った。

### 学校の不思議
モッサー
ミッドナイトホラースクールの卒業生で、物置で忘れ去られた芝刈り機。世界の七不思議の１つであるミステリーサークルを作ったことが、サラマン先生の授業で述べられていた。本編には未登場。
ナスキー
ミッドナイトホラースクールの卒業生で、毎日絵ばかりを描いていた。卒業後、世界の七不思議の１つであるナスカの地上絵を描いたことが、サラマン先生の授業で述べられていた。本編には未登場。
UFO
ミッドナイトホラースクールの生徒達の大先輩であり、校長先生の教え子。
極悪トリオが作った偽のUFOに誘われてミッドナイトホラースクール上空に現れた。
不思議機関車
図書室に置いてある不思議乗物図鑑に掲載されていた機関車。
ヤムヤム達が貨車のページを破ってしまったことで機関車と貨車が引き離されてしまい、貨車を探すために本から飛び出した。
不思議な割れた鏡
昼間の学校で子供たちに埋められ、忘れ去られた鏡。
ヤムヤムの目の前に現れ、ヤムヤムとは性格が全く反対のミラーヤムヤムを映し出した。
ホネザメ
年に一度、校庭が海に変化する時に現れる、全身が骨の魚。
エルモス
ミッドナイトホラースクールの卒業生で、世界の不思議の１つであるセントエルモの火（声 - 沼田祐介）を作ったことが、ペギナンド先生の授業で述べられていた(本編には未登場)。
Sleeping Dolls（眠れる人形）の楽譜
ジーニーが図書室で発見した楽譜。この歌を歌うと、歌った者以外の人々を眠らせ、眠っている間は歌った者の命令をなんでも聞くようになる。楽譜は一度歌われると、また別の場所へ姿を消してしまう。
シャドーモンスター
アンプーとワットが影絵の練習をしている時に、雷が落ちたショックから生まれた恐竜の影。
あらゆる物の影を食べまわり、影を食べられた者は固まって動けなくなってしまう。
本の妖精
図書室の本に宿っている妖精。読書を巡って極悪トリオと返却機が対決をしている時に、ビンセントやヒッキー達の前に姿を現し、返却機が勝てるよう手助けをした。
未来を記した本
図書室の資料庫に封印されていた、生徒達の過去・現在・未来が記された本。
元々は生徒達が自分の過去を振り返るためにと校長先生が作ったものだったが、資料庫の不思議な力によって未来までも記すようになったため、資料庫に封印されていた。
カボチャの馬車
カボが育てた大きなカボチャから生まれた不思議。学校でアルバイトをすることによって得られるお手伝いコインを吸収して育ち、最初はただの大きなカボチャだったが、最後はカボチャの馬車に変化してカボとリディーを乗せて空を飛んだ。
不思議星
宇宙からやって来た、不思議を表すマークを付けた星。爆発して太陽になりかけており、地球がずっと昼になるという危機を与えた。だが、生徒たちが作ったロケットで打ち上げた不思議グッズを受け取ったことで、生徒たちの不思議を理解して地球を離れていった。

## 施設
各クラスルーム以外の施設の紹介。
カフェテリア
ミッドナイトホラースクールの地下にある、学食のような施設。ベンダーマシン（声：チョー、亀山助清ほか）と呼ばれる自販機型のコックたちが勤めている。34話では、チューインガムのベンダーマシンがここに勤めることになった。
図書室
ミッドナイトホラースクールの3階（屋根裏部屋）にある施設。たくさんの本が本棚に置かれている。奥には封印された資料庫がある。ここの管理人は返却機。
プレイルーム
たくさんのボードゲームが置かれている。中には命に関わるような危険なゲームもあるため、生徒だけでの立ち入りは原則禁止とされている。49話ではミスターショータイムが臨時講師で留守にした隙に、ヤムヤムとウソップが不法侵入した。
無限トイレ
生徒が普段使用しているトイレ。先が見えない程にどこまでも続いており、トイレの数は校長先生も把握しきれていない。因みに、男子トイレだけでなく女子トイレの方にもなぜか小便器が設置されている。
スロット扉
ミッドナイトホラースクールの校舎の中にある不思議な扉。スロットの目によって扉の向こうがいろいろ変わり、美術室、音楽室、理科室などの特別教室へ行く時に使われている。
職員室
中は真っ暗でサラマン先生・ティゲール先生・ペギナンド先生はここに待機しており、各クラスではモニター越しで授業を行っている。
美術室
マグネロはよくここに訪れてオブジェなどを作っている。
音楽室
リディとオンプーはよくここに訪れて音楽の練習をする。
理科室
ジーニーたちがここに訪れて実験などをしている。
ボイラー室
校長先生が風邪をこじらせたときに、生徒たちが訪れた。
調理室
チャップスがここ訪れてよく料理を作る。
お墓
学校で一番怪しいといわれる場所。ゾビーはよくここの墓穴で寝ている。
地下迷宮
お墓にある扉から入れる場所。秘密のキッチンにつながっている。いつも中が変化しているため、生徒は立ち入り禁止となっている。

## スタッフ
- 原作・総監督 - イワタナオミ
- 制作総指揮 - 増田孝、好木俊治
- 監督 - 浅井幸信、若林弾
- 美術監督 - 岡本洋二
- 音響監督 - 清水洋史
- 音響効果 - イメージファクトリィ
- 音響制作 - 東北新社
- 音楽 - 近藤浩章
- 仮ボイスキャスト - 前野智昭、越中あゆみ、山崎加奈子、安田将吾
- 子供たちの声 - つじいよしなり、つじいはるか、わたなべみかる、たはらかずき
- 制作プロデューサー - 三宅淳、山口実、舟山亮
- 制作 - ミルキーカートゥーン
- 制作協力 - 博報堂
- 製作 - ミッドナイトホラースクール製作委員会

## 主題歌
オープニングテーマ
「Midnight Horror School」（1話 - 34話）
作詞 - Kenn Kato / 作曲 - 佐橋俊彦 / 編曲 - 三宅一徳 / 歌 - 嘉陽愛子
- 再放送時やDVDなどでのオープニングは全て下記の「ハッピーミステリー」に差し替えられている。

「ハッピーミステリー」（35話 - 52話）
作詞 - 東美津子 / 作曲・編曲 - 佐藤泰将 / 歌 - 川上とも子
エンディングテーマ
「ABCの子供達」（1話 - 34話）
作詞 - イワタナオミ、若林弾 / 作曲・編曲 - 佐藤泰将 / 歌 - 嘉陽愛子
- 再放送時やDVDなどでのエンディングは全て下記の「ABCの子供たち」に差し替えられている。

「ABCの子供たち」（35話 - 52話）
作詞 - イワタナオミ、若林弾 / 作曲・編曲 - 佐藤泰将 / 歌 - 川上とも子
なお、CD化はされていない。

## 各話リスト
| 回 | 話数 | サブタイトル             | 主演キャラクター             |    | 回 | 話数                   | サブタイトル                                                           | 主演キャラクター |
| -- | ---- | ------------------------ | ---------------------------- | -- | -- | ---------------------- | ---------------------------------------------------------------------- | ---------------- |
| 1  | 1    | ふしぎなラクガキ         | ヒッキー、ドッキー           | 14 | 27 | アンプーとワット       | アンプー、ワット、マグネロ、ジーニー                                   |                  |
| 1  | 2    | ボロッカの初恋           | ボロッカ                     | 14 | 28 | ふしぎ放送局           | スピモン                                                               |                  |
| 2  | 3    | チュービーのふしぎ絵     | チュービー、ドッキー         | 15 | 29 | カボチャ大王の日       | カボ、ジーニー、ビンセント                                             |                  |
| 2  | 4    | 泣き虫ロッソ             | ロッソ                       | 15 | 30 | カキカキとケシケシ     | ヒッキー                                                               |                  |
| 3  | 5    | 花咲かジュノ             | ジュノ、チャップス           | 16 | 31 | シギヲスイトルフ       | ゾビー                                                                 |                  |
| 3  | 6    | 激走! 机レース           | ピラニン、ドッキー、ヤムヤム | 16 | 32 | 風のささやき           | オンプー                                                               |                  |
| 4  | 7    | コンサートをやろう!      | リディー、オンプー           | 17 | 33 | ティーチャーズ・デイ   | インキー                                                               |                  |
| 4  | 8    | 磁石ロボット!マグネロン  | マグネロ                     | 17 | 34 | ナゾのベンダーマシン   | ベンダーマシン                                                         |                  |
| 5  | 9    | UFO大作戦                | ウソップ                     | 18 | 35 | 極悪メンバー大募集     | ヤムヤム、チュービー、ウソップ、エントン                               |                  |
| 5  | 10   | ピラニン恐竜             | ピラニン                     | 18 | 36 | 資料庫の秘密           | ヒッキー、ドッキー                                                     |                  |
| 6  | 11   | ふしぎ機関車             | ジーニー                     | 19 | 37 | ティゲール先生の涙     | ティゲール先生                                                         |                  |
| 6  | 12   | メモリーズデイ           | チャップス、リーダーバエ     | 19 | 38 | ノイジー・ノイジー     | ノイジー、チュービー                                                   |                  |
| 7  | 13   | 恋するジーニー           | ジーニー                     | 20 | 39 | ヘンテコ優秀トリオ     | ヒッキー、フォントン、ジーニー、ヤムヤム、チュービー、ウソップ         |                  |
| 7  | 14   | クイッキーはおおいそがし | クイッキー                   | 20 | 40 | 氷河期がやってきた     | ヒッキー、リディー、ピラニン、スピモン、ヤムヤム、チュービー、ウソップ |                  |
| 8  | 15   | ミラーヤムヤム           | ヤムヤム                     | 21 | 41 | ヤムヤムのふしぎ       | ヤムヤム                                                               |                  |
| 8  | 16   | ふしぎを釣り上げろ       | ルーア、ヒッキー、ヤムヤム   | 21 | 42 | サラマン先生大特訓     | サラマン先生、リーダーバエ                                             |                  |
| 9  | 17   | モテモテ? インキー       | インキー                     | 22 | 43 | スピードスター・E      | ドッキー、エントン                                                     |                  |
| 9  | 18   | セント・エルモの火       | ロッソ                       | 22 | 44 | カボのアルバイト       | カボ                                                                   |                  |
| 10 | 19   | 翔べ! ゴールデン・アイ   | フクロウじいさん、ドッキー   | 23 | 45 | 秘密のキッチン         | チャップス                                                             |                  |
| 10 | 20   | 男の子? 女の子?          | ミスターX                    | 23 | 46 | インキーとユルマキ草   | インキー、ジュノ                                                       |                  |
| 11 | 21   | 眠りの学校のリディー     | リディー                     | 24 | 47 | コリアラロデオ         | ジーニー、ヒッキー、ドッキー、ヤムヤム                                 |                  |
| 11 | 22   | 恐怖のシャドーモンスター | アンプー、ワット             | 24 | 48 | エディーのホームシック | エディー、ジュノ                                                       |                  |
| 12 | 23   | 悲しみの泉               | スピモン                     | 25 | 49 | ジャングルパニック     | ヤムヤム、ウソップ                                                     |                  |
| 12 | 24   | 赤ヒッキーと青ヒッキー   | ヒッキー                     | 25 | 50 | つくえ手なずけ作戦     | ピラニン、ヒッキー、ドッキー、ゾビー                                   |                  |
| 13 | 25   | エントンとケムリン       | エントン                     | 26 | 51 | リディーの恋占い       | リディー、チャップス、フォントン                                       |                  |
| 13 | 26   | ケロケロ読書週間         | 返却機、ビンセント           | 26 | 52 | 夜がなくなる?          | ヒッキー、ドッキー、ヤムヤム                                           |                  |

## 放送局
地上波では本放送当時はフジテレビ系列の地方局のみで放送された。
| 放送期間                                 | 放送時間                              | 放送局             | 対象地域       | 備考                                      |
| ---------------------------------------- | ------------------------------------- | ------------------ | -------------- | ----------------------------------------- |
| 2003年10月1日 -                          | 水曜 15:30 - 16:00                    | 高知さんさんテレビ | 高知県         |                                           |
| 2003年10月1日 - 11月26日 2003年12月3日 - | 水曜 15:30 - 16:00 水曜 16:30 - 17:00 | 長野放送           | 長野県         |                                           |
| 2003年10月1日 -                          | 水曜 16:30 - 17:00                    | 愛媛放送           | 愛媛県         | 現・テレビ愛媛                            |
| 2003年10月2日 -                          | 木曜 15:30 - 16:00                    | 福島テレビ         | 福島県         |                                           |
|                                          | 木曜 16:00 - 16:30                    | テレビ新広島       | 広島県         |                                           |
|                                          | 木曜・金曜 16:45 - 17:00              | 新潟総合テレビ     | 新潟県         | 現・NST新潟総合テレビ 週2回に分割して放送 |
| 2003年10月3日 -                          | 金曜 15:25 - 15:55                    | 福井テレビ         | 福井県         |                                           |
| 2003年10月3日 -                          | 金曜 15:30 - 16:00                    | テレビ長崎         | 長崎県         |                                           |
|                                          | 金曜 15:55 - 16:25                    | 北海道文化放送     | 北海道         |                                           |
|                                          | 金曜 16:00 - 16:30                    | サガテレビ         | 佐賀県         |                                           |
| 2003年10月4日 -                          | 土曜 6:30 - 7:00                      | 岩手めんこいテレビ | 岩手県         |                                           |
|                                          |                                       | テレビ静岡         | 静岡県         |                                           |
| 2003年10月5日 -                          | 日曜 5:30 - 6:00                      | テレビ大分         | 大分県         |                                           |
|                                          | 日曜 6:30 - 7:00                      | 秋田テレビ         | 秋田県         |                                           |
| 2003年10月6日 - 2004年4月5日             | 月曜 14:30 - 15:00                    | 富山テレビ         | 富山県         |                                           |
| 2003年10月6日 -                          | 月曜 15:30 - 16:00                    | テレビ熊本         | 熊本県         |                                           |
|                                          | 月曜 16:00 - 16:30                    | テレビ宮崎         | 宮崎県         |                                           |
|                                          |                                       | 山陰中央テレビ     | 鳥取県・島根県 |                                           |
| 2003年10月7日 -                          | 火曜 15:00 - 15:30                    | 沖縄テレビ         | 沖縄県         |                                           |
| 2003年10月9日 -                          | 木曜 15:00 - 15:30                    | 仙台放送           | 宮城県         |                                           |
| 2003年10月15日 - 2004年4月21日           | 水曜 15:35 - 16:05                    | 石川テレビ         | 石川県         |                                           |
| 未確認                                   | 火曜 16:30 - 17:00                    | さくらんぼテレビ   | 山形県         |                                           |
|                                          | 金曜 16:25 - 16:55                    | 岡山放送           | 岡山県・香川県 |                                           |
|                                          | 土曜 6:30 - 7:00                      | テレビ西日本       | 福岡県         |                                           |

## ゲーム
ミッドナイトホラースクール
ジー・モードより2005年6月1日に発売されたiアプリ用のアドベンチャーゲーム。ヒッキーが主人公で、仲間と協力しながら学校の謎を解決していくという内容。
ジー・モードが展開しているフィーチャーフォン用ゲーム復刻プロジェクト「G-MODEアーカイブス」の第50弾としてNintendo Switch/Steam向けにも2023年10月26日に発売された。

## グッズ
HORROR WORLD
アニメ放送に先駆け、2000年に三菱鉛筆替芯のキャンペーンとして配布された非売品フィギュア。ボロッカ、ドッキー、ヒッキー、リディー、ピラニン、スピモンおよび『GREGORY HORROR SHOW』のグレゴリー、キャサリンの全8体。なおアニメ内よりホラー的な演出がやや強い（リディーの頭に血糊が付いているなど）。